# 通沢県
通沢県（つうたく-けん、中: 通澤縣）はかつて中国に存在した県。現在の中華人民共和国河北省廊坊市永清県北西部に相当する。
611年（大業7年）、隋朝により設置され、隋末に廃止された。